# Jōdoshinshū
Jōdoshinshū (浄土真宗; "Den sanna essensen av den rena land-buddhistiska läran") är en japansk inriktning av rena land-buddhismen som grundades av Shinran (1173-1262).
Under Honen och Shinrans tid var motståndet mot inriktningen och nembutsu stort. Numera är dock rena land-buddhism - i form av jodoshu och jodo shinshu - den vanligaste buddhistiska inriktningen i Japan.

## Bakgrund
Grunden i rena land-buddhismen är att Amida Buddha upprättat det rena buddhafältet Sukhavati genom att fullfölja 48 löften han tog när han strävade mot buddhaskap. Alla medvetna varelser som föds i Sukhavati når upplysning snabbt och utan vidare ansträngning. Alla medvetna varelser som önskar återfödelse i Sukhavati, sägs få hjälp av Amida att komma dit. Shinrans egen särställning inom rena land-buddhismen var att han betonade nembutsu (recitation av Amidas namn) och shinjin som de avgörande faktorerna för att en medveten varelse ska återfödas i Sukhavati.
Shinran var lärjunge till Honen, som grundade den rena land-buddhistiska inriktningen jodoshu. Shinran ansåg alltid att han var en enkel lärjunge till Honen, och att hans lära var likadan som hans mästare. Att jodoshinshu därmed skulle utgöra en separat inriktning från Honens lära är ingenting som Shinran förespråkade.
Medvetenheten hos en vis lärare [Honen] - vis inuti men dåraktig utanpå. Tankarna hos denna dåraktiga [Shinran] - dåraktig inuti men vis utanpå.–Shinran

## Shinjin
Ueda Yoshifumi och Dennis Hirota menar att definitionen av shinjin som "förlitande" är att föredra framför att definiera shinjin som "tro". Kenneth Lee menar dock att, det finns vissa likheter mellan Shinrans shinjin och tro. Shinjin innebär att fullkomligt förlita sig på Amida Buddhas kraft för att bli upplysst. Shinjin uppstår dock inte genom utövarens egna handlingar, utan shinjin betraktas helt och hållet komma från Amida Buddha.
I ett brev Shinran skrev vid 83 års ålder menar Shinran att det finns två typer av människor som återföds i Sukhavati: de av "egen kraft" och de av "annan kraft". De av egen kraft når återfödelse i Sukhavati genom att göra andra goda gärningar än nembutsu, recitera andra buddhors namn och så vidare. De av annan kraft, förlitar sig helhjärtat till Amidas 18:e löfte, som lovar om återfödelse i Sukhavati genom recitation av Amidas namn. Vidare menade Shinran att det i detta inte fanns några egna uträkningar eller ansträngningar. Han menar att utövaren inte bör oroa sig för att denne gjort dåliga gärningar och därmed inte förtjänar återfödelse, men att utövaren heller inte bör tänka sig att denne förtjänar återfödelse genom att ha utfört goda gärningar eller liknande. Shinran menar att sådana egna beräkningar och ansträngningar inte gör att utövaren når återfödelse i Sukhavati. Däremot menar Shinran att sådana utövare kan, genom Amida Buddhas barmhärtighet, återfödas i det så kallade "gränslandet" till Sukhavati.

## Utveckling
En av Shinrans barnbarnsbarn skapade ett mausoleum för Shinran i Otani, Tottori prefektur. Detta mausoleum blev senare ett tempel som han kallade för Honganji. Den åttonde abboten för detta tempel, Rennyo, enade alla jodoshinshuföljare, men år 1465 togs Honganjitemplet över av tendai. År 1478 hade dock Rennyo samlat tillräckligt med stöd för att bli av med förtrycket från tendai, och flyttade sedan Honganjitemplets verksamhet till Kyoto. Då blev Honganji centrumet för jodoshinshu. Under tidigt 1600-tal splittrades dock jodoshinshu i två förgreningar: Nishi Honganji och Higashi Honganji (östra och västra Honganji).

## Patriarker

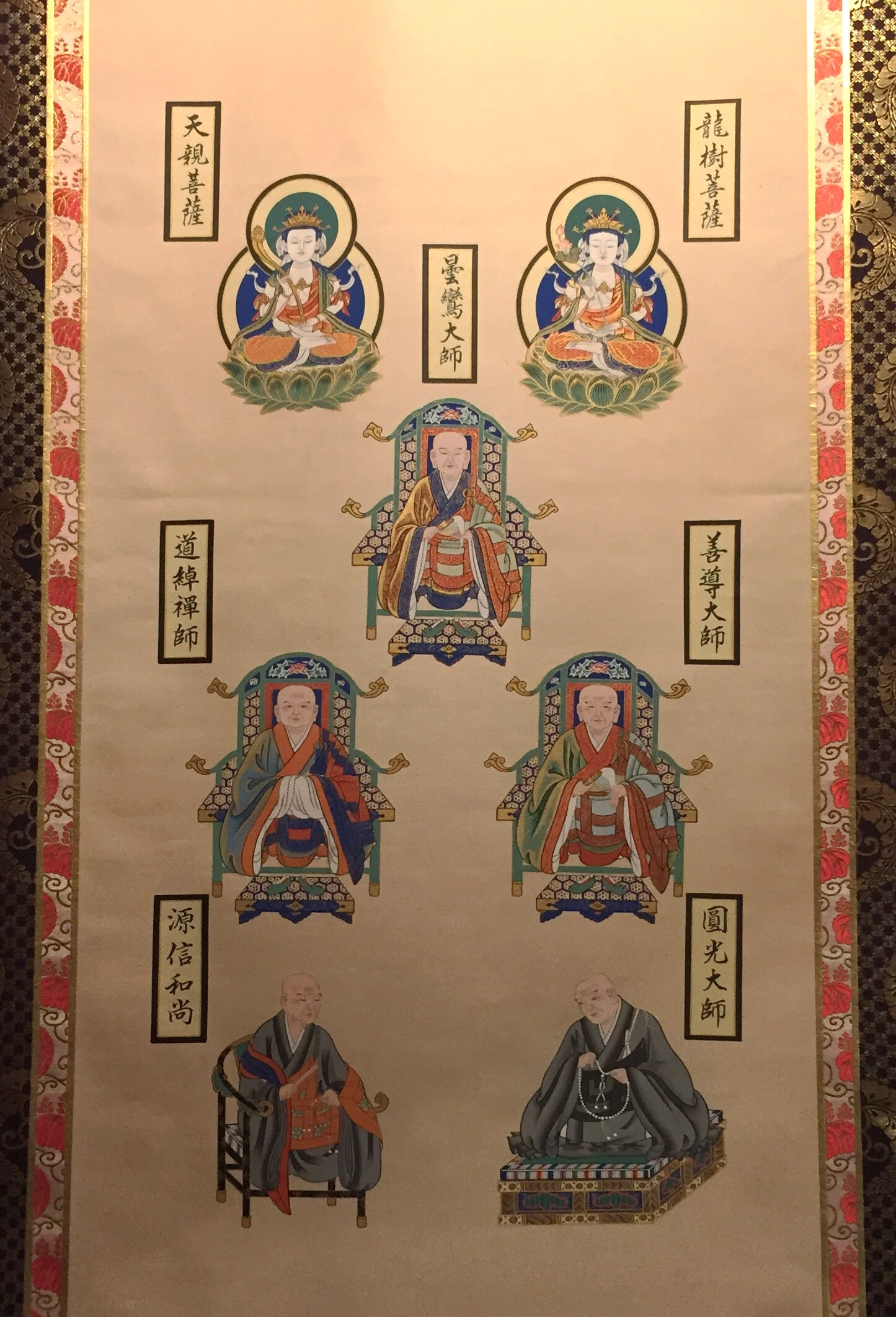
Målning av de sju buddhister som nämns som "patriarker" inom jodoshinshu

Shinran nämner följande patriarker, som la grunden för Shinrans religiösa uppfattning:
- Nagarjuna
- Vasubandhu
- T'an-luan
- Tao-ch'o
- Shan-tao
- Genshin
- Honen

## Högtider
I jodo shinshutemplet Nishi Hongwanji firades 2007 följande högtider:
- Nyår (1 januari)
- Minnesceremoni för Shinran (9-16 januari)
- Seijinshiki - en dag som firar alla som blivit vuxna/över 20 (januari)
- Vårdagjämning (17-23 mars)
- Etablerandet av jodo shinshu (13-15 april)
- Eitaikyo (17-18 april) - en dag då bland annat sutror reciteras i minne av de som dött.
- Shinrans födelsedag (20-21 maj)
- Eitaikyo (26-28 juni)
- Asa no hoza (6-10 augusti) - ceremoniell dag där utövare samlas i templet på morgonen.
- Obon (14-15 augusti) - en festival i äran för ens förfäder
- Minnesdag för de som dött i krig (18 september)
- Höstdagjämning (20-26 september)
- Minnesdag för Shinran (15-16 oktober)
- Eitaikyo (22-23 november)
- Årlig städning av templet (20 december)
- Nyår (31 december)